# Ui
L'Ui - Уй (rus) - és un riu de Rússia i del Kazakhstan, afluent per l'esquerra del Tobol, a la conca de l'Obi.

## Geografia
Té una llargària de 462 m i drena una conca de 34.400 km², és a dir, una superfície de més del 10% de la de Bèlgica, per exemple. El riu neix a Uraltau, a Baixkíria, i passa per l'óblast de Txeliàbinsk, concretament per la ciutat de Troitsk. A continuació dibuixa la línia de la frontera entre Rússia i el Kazakhstan i desemboca finalment al riu Tobol, ja en territori de l'óblast de Kurgan, on forma la frontera sud.